# Camí Vell de Salou
El Camí Vell de Salou és un camí del terme de Reus a la comarca catalana del Baix Camp. També s'anomena Carretera Vella de Salou per la zona on circula.
Es va començar a dir Camí Vell quan es va construir una carretera moderna a finals del segle xviii. Era una prolongació cap al sud d'un camí que sortia pel portal de la Font, baixava cap al Molinet actual i del qual arrencaven els camins de Bellissens i de Vila-seca. Actualment surt a la dreta del Camí del Mas de les Monges, i va a passar a la vora de la Depuradora d'Aigües de Reus, segueix en direcció sud-est fent frontera amb el terme de Vila-seca, però no surt gens de Reus i desemboca a la carretera de Salou, a cosa d'un quilòmetre escàs de Mascalbó.